# Valdemar Dahlerup
Harald Valdemar Dahlerup, född 1815, död 1894, var en dansk dövstumspedagog. Han var halvbror till Hans Birch Dahlerup och farbror till Vilhelm Dahlerup.
Dahlerup var 1839-49 lärare vid dövstumsinstitutet i Köpenhamn, och införde talmetoden för undervisning av dövstumma barn i Danmark. Han grundade 1850 en privat talskola, som med tiden utvecklades till Johan Kellers dövstumanstalt. Sedan han 1850 blivit fältpräst i Schleswig lämnade han driften av skolan, och återkom inte mer till dövstumsundervisningen. Han blev senare kyrkoherde i Ørbæk.